# Bergskollegium
Bergskollegium var ett centralt ämbetsverk i Sverige som fungerade åren 1637–1857 (fram till 1649 under namnet Generalbergsamtet, även kallat Bergsämbetet) med uppgift att leda och kontrollera gruvnäringen och metallförädlingen. Bergskollegium var ett uttryck för bergsregale och var kronans ämbetsverk över bergshanteringen i de olika bergslagen. De utfärdade bland annat privilegiebrev till masugnar, hammarsmedjor och manufakturverk.

## Historik
Genom ett kungligt brev, utfärdat av drottning Kristinas förmyndarregering under Axel Oxenstierna, daterat 14 februari 1637 inrättades för första gången en bergsöverstyrelse i Sverige under ledning av Karl Bonde. Denna styrelse kallades Generalbergsamtet och fick fullständig instruktion 1637. Ledamöter i densamma var: en guvernör och fyra assessorer, med vilka skulle adjungeras en bergskamrer, en riksguardie, en bergsskrivare, en generalkonstmästare och en visitator eller markschejder. År 1649 fick denna styrelse namnet bergskollegium. Samtidigt började Sverige indelas i bergmästardömen över vilka Bergskollegium tillsatte bergmästare.
Bergskollegium skulle bestå av en guvernör och sex adliga assessorer, av vilka en ständigt skulle vistas i Stockholm; de övriga kunde vara landshövdingar i bergslagerna. Av bergskollegium förordnades bergmästare, guardien, markschejder, konstmästare, malmletare, bergsfogdar med flera tjänstemän. Efter år 1640 blev det brukligt, att landshövdingarna i Stora Kopparberget, Västmanland, Närke och Värmland hade den högsta uppsikten över bergshanteringen i sina län och att de en gång om året skulle infinna sig vid bergskollegiets sammankomster. Detta bruk upphörde omkring 1699. 
Presidents- och bergsrådstitlarna infördes 1713. Bergsråden var till en början två och assessorerna fyra, men då arbetsbördan ökade, blev 1756 bergsråden sex till antalet. År 1766 förändrades åter bergskollegiets sammansättning, så att det skulle bestå av två bergsråd och fyra assessorer. Fram till 1828 var Bergskollegium överdomstol för mål som överklagats från bergsting och gruvrätter och 1832 minskades antalet ledamöter till tre. När bergsprivilegierna avskaffades 1857 upplöstes Bergskollegium och dess kvarvarande arbetsuppgifter övertogs i början på 1858 av Kommerskollegium.
Bergskollegiums historia speglar tydligt de skilda uppfattningar som funnits vid olika tider om statens roll för näringslivets utveckling. Ämbetsverkets tillkomst var under en period som präglades av merkantilistiska idéer, då staten aktivt stödde exportnäringarna, och särskilt då bergshanteringen. När den begynnande liberalismen i början av 1800-talet poängterade att näringslivet borde befrias från statlig övervakning började förändringar skönjas. Efter genombrottet för dessa idéer upphörde bergsbruksprivilegierna och därmed indrogs även Bergskollegium.

## Lista över presidenter i Bergskollegium
- Erik Fleming 1652–
- Claes Fleming 1684–1685
- Fabian Wrede 1685–1711
- Nils Adam Bielke 1782–
- Salomon Löfvenskiöld 1816–1818
- Benjamin Sandels (tf.) 1819
- David von Schulzenheim den yngre 1840–

### Fotnoter
1. ↑  ”Bergskollegium”. Förvaltningshistorisk ordbok. Svenska litteratursällskapet i Finland. 2016
2. ↑  Eriksson, Bo (2006). Lützen 1632: ett ödesdigert beslut. Prisma. sid. 170. ISBN 978-91-518-4430-5. Läst 23 november 2024
3. ↑  Jan-Olof Hedström: ...igenom gode Ordningar och flitigt upseende... Bergsstaten, 2012, ISBN 9789174031805